# 柔毛艾纳香
柔毛艾纳香（学名：Blumea mollis）是菊科艾纳香属的植物。分布在巴基斯坦、非洲、尼泊尔、锡金、缅甸、阿富汗、斯里兰卡、印度、不丹、台湾岛、中南半岛以及中国大陆的浙江、江西、云南、湖南、四川、广西、广东、贵州等地，生长于海拔400米至900米的地区，常生于田野或空旷草地，目前尚未由人工引种栽培。
其种加词“mollis ”意为“柔软的”。
现接受名为柔毛艾纳香（Blumea axillaris (Lam.) DC., 1836）。